# Stephen Hawking
Stephen William Hawking, född 8 januari 1942 i Oxford, död 14 mars 2018 i Cambridge, var en brittisk fysiker och kosmolog. Han var forskningsdirektör vid Centre for Theoretical Cosmology inom Universitetet i Cambridge. Bland hans vetenskapliga arbeten finns ett samarbete med Roger Penrose om singularitetssatserna – inom ramen för den allmänna relativitetsteorin – och den teoretiska förutsägelsen att svarta hål avger strålning, ofta kallad Hawkingstrålning.
Hawking var först med att presentera en teori om kosmologi som förklaras genom en förening av den allmänna relativitetsteorin och kvantmekaniken. Han var en stark förespråkare för flervärldstolkningen av kvantmekaniken.
Han mottog utmärkelserna Order of the Companions of Honour, Brittiska imperieorden, Fellow of the Royal Society och Royal Society of Arts.

## Biografi

### Forskning
Hawkings främsta forskningsområden var teoretisk kosmologi och kvantmekanik.
I slutet av 1960-talet applicerade Hawking och hans vän och studiekamrat, Roger Penrose, en ny komplex matematisk modell baserad på Albert Einsteins allmänna relativitetsteori. Detta ledde till att Hawking 1972 kunde bevisa den första av många singularitetssatser; sådana satser tillhandahåller en uppsättning tillräckliga villkor för existensen av en singularitet i rumtiden. Detta arbete visade att singulariteter, långt ifrån att vara matematiska kuriositeter som endast framträder i specialfall, är en generell egenskap hos den allmänna relativitetsteorin.

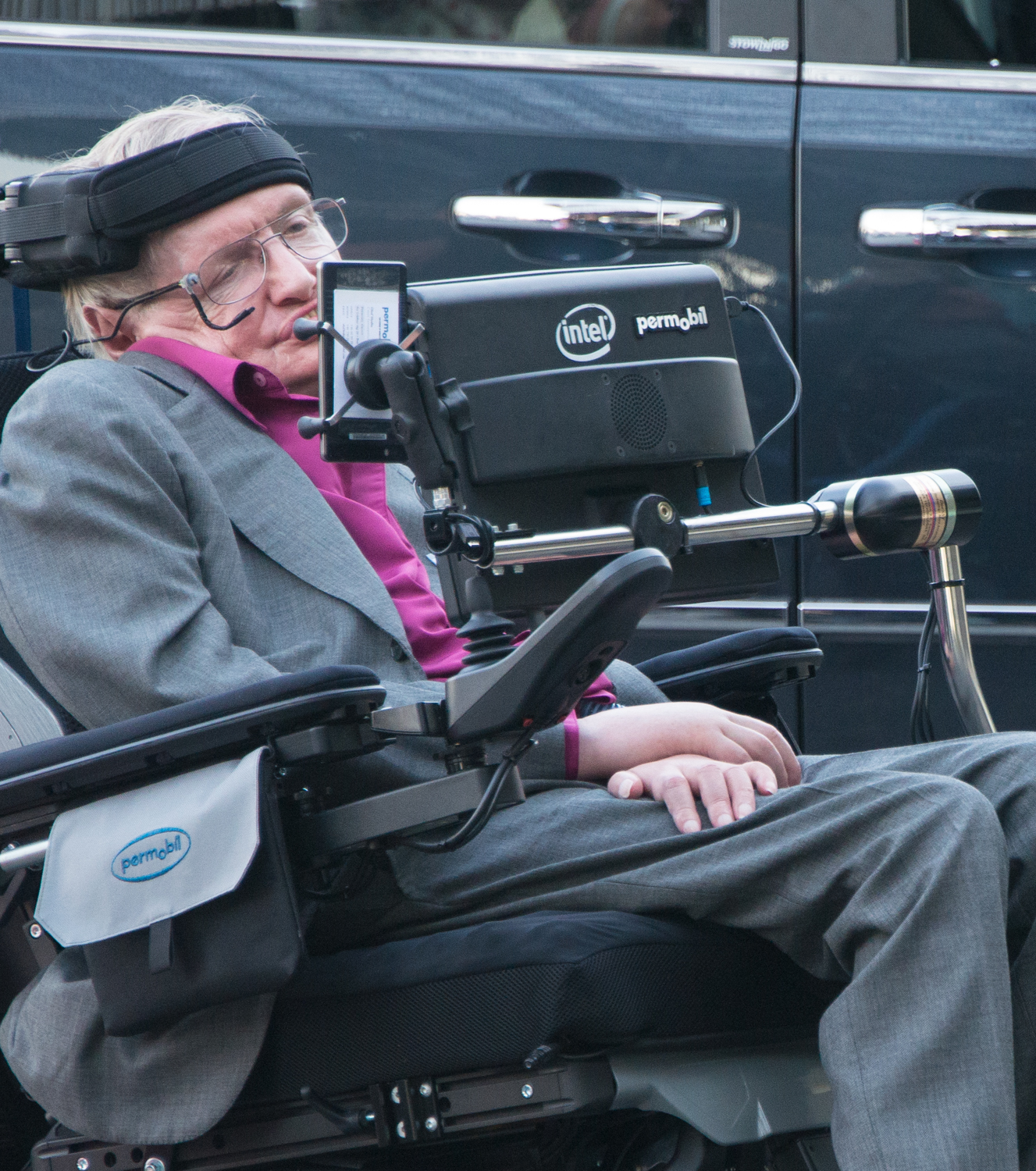
Stephen Hawking under ett besök i Stockholm 2015 i samband med en föreläsning om svarta hål och en historisk konferens om Hawkingstrålning.

Han utvecklade, tillsammans med Brandon Carter, W. Israel och D. Robinson, ett matematiskt bevis för John Wheelers sats om att alla svarta hål till fullo kan beskrivas med de tre egenskaperna massa, rörelsemängdsmoment och elektrisk laddning.
Hawking föreslog, baserat på analyser av gammastrålning, att primordiala små svarta hål bildades kort efter Big Bang. Tillsammans med James M. Bardeen och Brandon Carter lade han fram de fyra lagarna för mekaniken hos svarta hål, som en analogi med termodynamiken. 1974 räknade han ut att svarta hål borde 'dunsta av' subatomära partiklar till dess att deras massa tar slut. Denna strålning kallas idag Hawkingstrålning.
I samarbete med Jim Hartle utvecklade Hawking en modell där universum inte hade några rumtidsliga gränser. Därmed ersatte han den ursprungliga singulariteten hos de klassiska modellerna av Big Bang med en region liknande nordpolen på så sätt att det inte finns någon gräns vid nordpolen eftersom ingen kan färdas norr om den. Ursprungligen förutsåg Hawking med ingen-gräns-förslaget att universum var slutet, men efter diskussioner med Neil Turok insåg han att förslaget även var förenligt med ett universum som är öppet.
Hawking var Honorary Fellow av Royal Society of Arts, livstidsmedlem i Påvliga vetenskapsakademin och en mottagare av Frihetsmedaljen, den högsta civila utmärkelsen i USA. Han var Lucasian Professor of Mathematics vid Universitetet i Cambridge mellan 1979 och 2009 och uppnådde kommersiell framgång med populärvetenskapliga verk där han diskuterade sina egna teorier och kosmologi i allmänhet. Han kom 1988 ut med boken Kosmos: en kort historik (A Brief History of Time) som sålde över tio miljoner exemplar och boken slog rekord när den hamnade på den brittiska Sunday Times bästsäljarlista i 237 veckor.
Stephen Hawking nämndes under sin livstid ofta i samband med diskussioner om möjliga Nobelpristagare. Svårigheten att kunna bekräfta giltigheten i hans främsta teori – Hawkingstrålningen – var en av orsakerna till att han aldrig fick Nobelpriset i fysik.

### Privat och hälsa

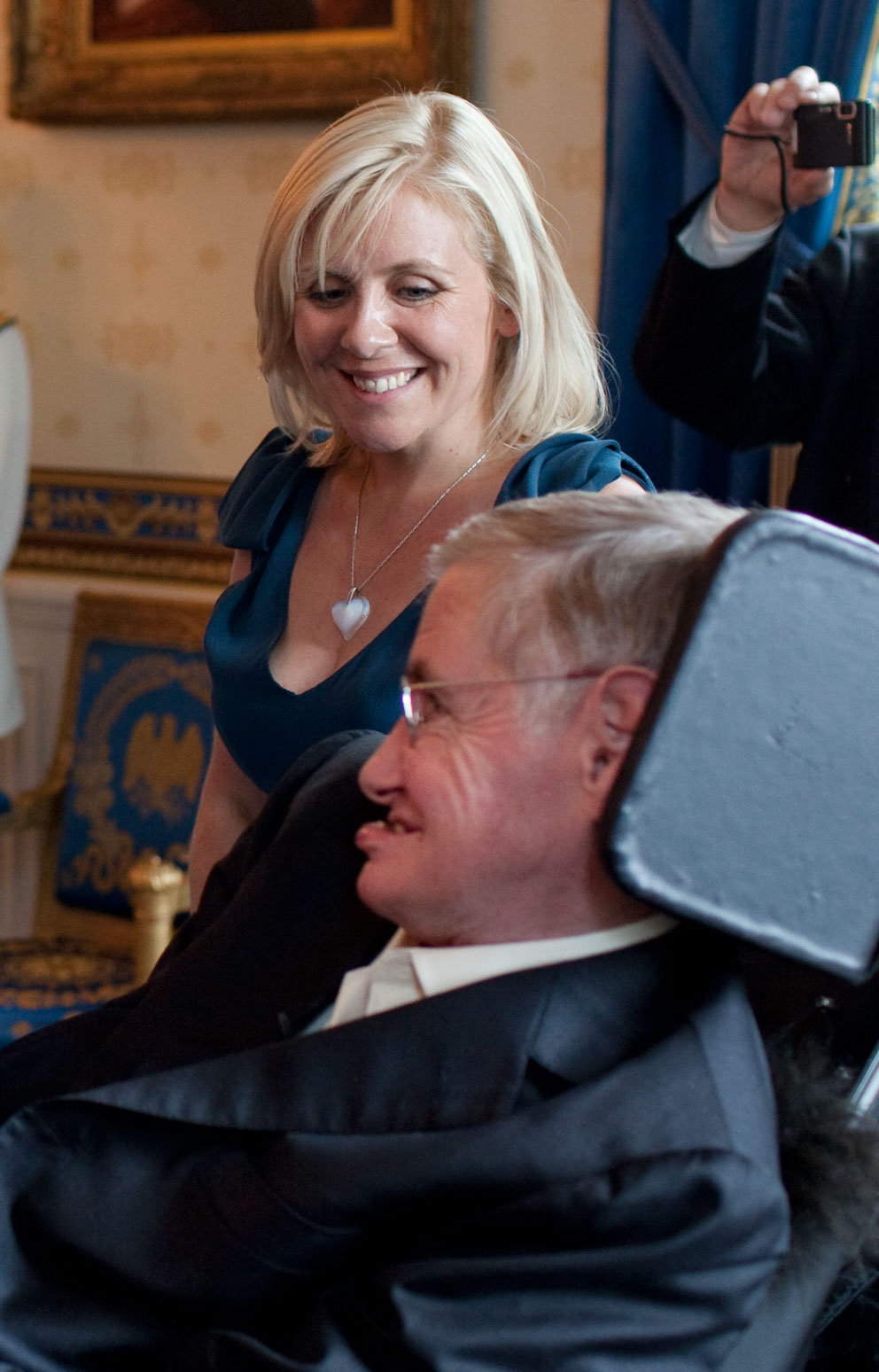
Hawking tillsammans med dottern Lucy 2009, när han mottog Frihetsmedaljen.

Stephen Hawking led av en neurodegenerativ sjukdom, amyotrofisk lateralskleros (ALS), som gjorde honom nästan helt förlamad. Han är en av de få som trots sjukdomen kunde leva många år efter diagnosen. Han kommunicerade via en digital röstmaskin.
Han gifte sig med Jane Hawking 1965 och de fick tre barn. Paret skilde sig 1995, då Hawking gifte sig med sin sjuksköterska Elaine Mason. De skilde sig 2006.

### Hawking i massmedia
Hawking har medverkat i en rad TV-program. Han spelade exempelvis sig själv i komediserierna Red Dwarf och The Big Bang Theory, spelade ett hologram av sig själv i Star Trek: The Next Generation, medverkade i Late Night med Conan O'Brien, och i Stephen Hawking's universum som visades på Discovery Channel.
Hawking har även "spelat" sig själv i fem avsnitt av The Simpsons, ett avsnitt av Futurama, ett avsnitt av The Arian show och ett avsnitt i Dara show. Den 5 april 2012 spelade han även sig själv i det 21:a avsnittet på den femte säsongen av The Big Bang Theory. När han porträtterades i TV-serien Family Guy var rösten elektronisk. Han har även spelat poker mot Data, Sir Isaac Newton och Albert Einstein i Star Trek: The Next Generation. Hans riktiga synthesiser-röst användes i delar av Pink Floyds låt Keep Talking från deras album The Division Bell från 1994. Hans röst användes också i Turbonegros låt Intro: The Party Zone från deras album Party Animals från 2005, Wolfsheims låt Kein Zurück och han härmades i en duett med Richard Cheese i en cover av The Girl is Mine. Han finns med som rollfigur, spelad av Robert Joy, i filmen Superhero Movie.
Skyline är en science fiction-thriller från 2010 som är delvis baserad på ett uttalande från Stephen Hawking om att det finns risk att kontakt med utomjordingar utgör en fara för mänskligheten.
Filmen Hawking från 2004, med Benedict Cumberbatch, handlar om hans liv som ung.
The Theory of Everything från 2014 är en biografisk film baserad på Stephen Hawkings liv. Eddie Redmayne spelar huvudrollen.
Den franska sångerskan och låtskrivaren Nolwenn Leroy inspirerades av Hawking för sin låt Stephen, som dök upp på hennes album Gemme 2017.

### Övrigt
Han begravdes i Westminster Abbey, där även bland annat Charles Darwin, Isaac Newton, Ernest Rutherford och Joseph John Thomson vilar.

### Populärvetenskapliga böcker
- Kosmos: en kort historik (1988)
- Svarta hål och universums framtid: essäer (1993)
- Universum i ett nötskal (2001)
- On The Shoulders of Giants (2002)
- God Created the Integers: The Mathematical Breakthroughs That Changed History (2005)
- Min historia (2013)
- Korta svar på stora frågor (2018, översättning av Helena Granström, Stockholm: Mondial förlag)[10]

Boksamarbeten
- The Nature of Space and Time (med Roger Penrose) (1996)
- The Large, the Small and the Human Mind (Roger Penrose, Abner Shimony och Nancy Cartwright) (1997)
- The Future of Spacetime (med Igor Novikov, Timothy Ferris samt en introduktion av Alan Lightman och Richard H. Price) (2002)
- Kosmos - en kortkort historik (med Leonard Mlodinow) (2005)
- Den stora planen (med Leonard Mlodinow) (2010)

Förord
- Black Holes & Time Warps: Einstein's Outrageous Legacy (Kip Thorne, samt introduktion av Frederick Seitz) (1994)
- The Dreams That Stuff Is Made Of: The Most Astounding Papers of Quantum Physics and How They Shook the Scientific World (2011)

### Skönlitteratur för barn och unga
Tillsammans med sin dotter Lucy.
- George's Secret Key to the Universe (2007)
- George's Cosmic Treasure Hunt (2009)
- George and the Big Bang (2011)
- George and the Unbreakable Code (2014)
- George and the Blue Moon (2016)

### Utvalda akademiska artiklar
- Hawking, S. W.; Penrose, R. (1970). ”The Singularities of Gravitational Collapse and Cosmology”. Proceedings of the Royal Society A: Mathematical, Physical and Engineering Sciences 314 (1519):  sid. 529–548. doi:10.1098/rspa.1970.0021. ISSN 0080-4630.
- Hawking, S. (1971). ”Gravitational Radiation from Colliding Black Holes”. Physical Review Letters 26 (21):  sid. 1344–1346. doi:10.1103/PhysRevLett.26.1344. https://journals.aps.org/prl/abstract/10.1103/PhysRevLett.26.1344.
- Hawking, S.W. (1972). ”Black holes in general relativity”. Communications in Mathematical Physics 25 (2):  sid. 152–166. doi:10.1007/BF01877517. Arkiverad från originalet den 13 januari 2012. https://web.archive.org/web/20120113025023/http://projecteuclid.org/DPubS?service=UI&version=1.0&verb=Display&handle=euclid.cmp%2F1103857884. Läst 14 juni 2018.
- Hawking, S. W. (1974). ”Black hole explosions?”. Nature 248 (5443):  sid. 30–31. doi:10.1038/248030a0.
- Hawking, S.W. (1982). ”The development of irregularities in a single bubble inflationary universe”. Physics Letters B 115 (4):  sid. 295–297. doi:10.1016/0370-2693(82)90373-2.
- Hartle, J.; Hawking, S. (1983). ”Wave function of the Universe”. Physical Review D 28 (12):  sid. 2960–2975. doi:10.1103/PhysRevD.28.2960. https://journals.aps.org/prd/pdf/10.1103/PhysRevD.28.2960. Arkiverad 4 december 2018 hämtat från the Wayback Machine.
- Hawking, S. (2005). ”Information loss in black holes”. Physical Review D 72 (8):  sid. 084013. doi:10.1103/PhysRevD.72.084013. https://journals.aps.org/prd/abstract/10.1103/PhysRevD.72.084013.

## TV-program om/med Hawking
- A Brief History of Time (1992)
- Stephen Hawking's Universe (1997)
- Hawking – BBC television film (2004) starring Benedict Cumberbatch
- Horizon: The Hawking Paradox (2005)
- Masters of Science Fiction (2007)
- Stephen Hawking and the Theory of Everything (2007)
- Stephen Hawking: Master of the Universe (2008)
- Into the Universe with Stephen Hawking (2010)
- Brave New World with Stephen Hawking (2011)
- Stephen Hawking's Grand Design (2012)
- The Big Bang Theory (2012)
- Stephen Hawking: A Brief History of Mine (2013)
- The Theory of Everything – Feature film (2014) starring Eddie Redmayne

## Utmärkelser
- Adams Prize (1966)
- FRS (1974)
- Eddingtonmedaljen (1975)
- Maxwell Medal and Prize (1976)
- Heineman Prize (1976)
- Hughesmedaljen (1976)
- Albert Einstein Award (1978)
- CBE (1982)
- Royal Astronomical Societys guldmedalj (1985)
- Dirac Medal (1987)
- Wolfpriset i fysik (1988)
- CH (1989)
- Prinsen av Asturiens pris (1989)
- Andrew Gemant Award (1998)
- Naylor Prize and Lectureship (1999)
- Lilienfeld Prize (1999)
- Albert Medal (Royal Society of Arts) (1999)
- Copleymedaljen (2006)
- Frihetsmedaljen (2009)
- Fundamental Physics Prize (2012)
- FRSA
- Asteroiden 7672 Hawking[11]